# Educational Broadcasting System
Корейська освітня система мовлення, скор. «І-Бі-Ес», дослівно – Корейська освітня телерадіомо́вна корпора́ція (ханг.: 한국교육방송공사, ханча: 韓國敎育放送公社; англ. Korea Educational Broadcasting System, скор. EBS) — єдина велика південнокорейська, дитяча освітня радіо- і телевізійна мережа. Служба громадського мовлення Республіки Корея, яка працює на додаток до шкільної освіти шляхом трансляції мовлення та підтримки освіти протягом усього життя. 
Розпочала мовлення в 1980-х під назвою KBS 3TV і KBS Educational Radio. Під нинішньою назвою розпочала свое мовлення в 1990 році як незалежна корпорація. 
Адреса головного офісу — провінція Кьонгі-до, м. Коян, р-н Ільсандун-гу, Дорога Світ Халлу 281. 

## Програми

### EBS TV
- «Таємниці шкільного двору»[1]
- «Новини EBS»

### Іноземні
Всі закордонні шоу називаються корейською мовою.
- «Магічний шкільний автобус» (신기한스쿨 버스)
- «Артур» (내 친구 아서)
- «Денвер, останній динозавр»
- «Білл Ней, науковий парень» (빌아저씨의과학 이야기)
- «Сімпсони» (심슨 가족)
- «Губка Боб Квадратні Штани» (스폰지밥네모바지)
- «Невгамовні» (야! 러그레츠)
- «Дора-мандрівниця» (도라도라 영어나라)
- «Фінеас і Ферб» (피니 와 퍼브)
- «Група Моцарта[en]
- «Трансформери: Прайм» (트랜스포머 프라임)
- «Привіт-5[en] (하이파이 부)
- «Томас і друзі (꼬마 기관차 토마 스와 친구들)
- «Поїзд динозаврів» (아기공룡 버디)
- «Книга джунглів» (정글북)
- «Зіг та Заг» (이미집 외계인 지그 & 재그)
- «Невгамовні друзяки» (위험한 녀석)
- «Джеронімо Стілтон» (제로니모 의모험)
- «Свиня Пепа» (꿀꿀! 페파 는 즐거워)
- «Гуппі бульбашка[en] (버블버블인어친구들)
- «Франклін та друзі» (꼬마 거북 프랭클 린)
- «Пан Чоловік-Шоу» (와글 와글 친구들)
- «Кайю» (호야 네집)
- «Команда Umizoomi» (수학특공대 우미주미)
- «Байдиківка» (강철수염과 게으른동네)
- «Ведмедик Паддінгтон» (유쾌한곰돌이패딩패딩)
- «Небезпечні мандри» (워터십다운의토끼 들)
- «Тімоті йде до школи» (티모시 네유 치원)
- «Клуб Вінкс: Школа чарівниць» (윙스 클럽)
- «Крапка.» (점.)
- «Полуничний коржик» (꼬마 숙녀 스트 로베 리)

### EBS Radio
Фактичні іспити з прослуховування CSAT транслюються на цю станцію щорічно о 08:40 ранку та 13:10, в день проведення CSAT.

## канали EBS
Основними партнерами цієї мережі є PBS у Сполучених Штатах, а також CBBC, BBC Two і BBC Four у Великій Британії.
- EBS 1TV - головний канал EBS, що транслює документальні фільми і освітні програми для дошкільнят та підлітків (Канал 10-1)
- EBS 2TV - другий наземний канал (Канал 10-2)
- EBS Plus 1 - кабельний і супутниковий телеканал, що транслює підготовчі програми для іспитів.
- EBS Plus 2 - кабельний і супутниковий телеканал, що транслює програми про побут, різні програмами для молодих та старших глядачів.
- EBS English - кабельне та супутникове, англомовний освітній канал, який охоплює дітей від дитячого садка і до 12-го класу.
- EBSuHD - дитячий телеканал у форматі високої чіткості (HDTV). Раніше, подібна версія EBS Plus 1.
- EBS FM-A - радіостанція яка транслює, головним чином, програми для вивчення мов.

## Гасло (слоган)
• 1990-тi роки - «EBS, освітнє мовлення».

• 1990 ~ 2003 роки - «EBS освітнє мовлення, на уроці Оннурі».

• 2004 ~ 2007 рік - «Відмінне мовлення EBS – освітнє мовлення».

• 2007 ~ 2014 роки - «Школа знань EBS, освітнє мовлення на майбутнє».

• 2014 р. ~ теперішній час - «Освіта зробить світ щасливим». 

## Логотип

### (корейська)

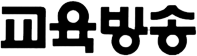
(1990년 12월 27일 ~ 1995년 6월 30일)
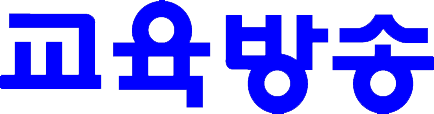
(1995년 7월 1일 ~ 2001년 7월 1일)
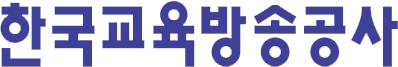
(2001년 7월 2일 ~ 2004년 10월 31일)
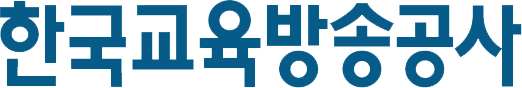
(2004년 11월 1일 ~ 현재)

### (англійською мовою)

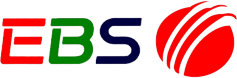
Перший логотип EBS (груднь 1990 року – червнь 1995 року)
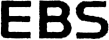
Другий логотип EBS (липень 1995 року – липень 2001 року)
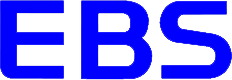
Другий логотип EBS, вар. 2
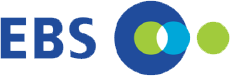
Третій логотип EBS (липень 2001 року – березнь 2004 року)
Четвертий, поточний логотип EBS (з березня 2004 року – до тепер)

## Цікаві факти
1. Капітал — 39,3 млрд. KRW (у 2012 році);
2. Активи на загальну суму 171,5 млрд. KRW (станом на кінець 2012 року);
3. Співробітників — 598 чоловік.